# Пиреш де Миранда, Педру
Пе́дру Жозе́ Родри́геш Пи́реш де Мира́нда (порт. Pedro José Rodrigues Pires de Miranda); 30 ноября 1928 года, Лейрия, Португалия — 20 апреля 2015 года, Лиссабон, Португалия) — португальский инженер и государственный деятель, министр иностранных дел Португалии (1985—1987).

## Биография
В 1946 г. окончил военное училище, затем — Высший технический институт с присуждением степени в области гражданского строительства. В 1955 г. в качестве специалиста в строительной и проектной компании отправился в Лондон. В 1957 г. вернулся в Португалию, став сотрудником португальского подразделения BP. С 1967 по 1971 гг. работал в BP в Великобритании. В 1971 г., по возвращении на родину, работал в португальской нефтяной компании Petrosur, а с 1972 по 1975 гг. — в Sonap. В 1975 г. уехал в Бразилию для работы в нефтяной компании Ipiranga.
В 1976 г. был приглашен на работу в правительство Португалии.
- 1976—1978 гг. — руководитель португальской государственной газовой и энергетической компании Petrogal,
- 1978—1979 гг. — министр торговли и туризма,
- 1979 г. — председатель комитета по вопросам европейской интеграции,
- 1980 г. — председатель Совета директоров Petrogal, посол по вопросам нефти, вновь председатель комитета по вопросам европейской интеграции,
- 1985—1987 гг. — министр иностранных дел Португалии.

В начале 1990-х гг. занимал должность президента Лусо-американского фонда развития, ссозданного Португалией и США для реализации проектов в сфере экономического, социального и культурного сотрудничества, с особым акцентом на Азорских островах, также являлся администратором Восточного фонда, который занимался проектами в Макао.

## Награды и звания
- Большой крест ордена Ацтекского орла (Мексика, 1986)
- Большой крест ордена Риу-Бранку (Бразилия, 1986)
- Большой крест ордена Полярной звезды (Швеция, 1987)
- Большой крест ордена Южного Креста (Бразилия, 1987)
- Большой крест ордена Освободителя (Венесуэла, 18 ноября 1987 года)
- Великий офицер французского ордена Почётного легиона (1990)
- Большой крест ордена Почёта (Греция, 1990)
- Большой крест военного ордена Христа (Португалия, 2009).